# Децим Юний Пера
Децим Юний Пера (на латински: Decimus Iunius Pera) e политик на Римската република през 3 век пр.н.е.
Произлиза от фамилията Юнии и е баща на Марк Юний Пера (консул 230 пр.н.е.).
През 266 пр.н.е. Пера е консул с Нумерий Фабий Пиктор. Те празнуват два пъти триумф за победите им против сарсините, салентините и месапите. През 253 пр.н.е. той е цензор заедно с Луций Постумий Мегел.